# Stylaster rosaceus
Stylaster rosaceus är en nässeldjursart som först beskrevs av Richard Greeff 1886.  Stylaster rosaceus ingår i släktet Stylaster och familjen Stylasteridae. Inga underarter finns listade i Catalogue of Life.